# Nittingen
Nittingen ist ein Gemeindeteil der Stadt Oettingen in Bayern im schwäbischen Landkreis Donau-Ries.

## Lage
Das landwirtschaftlich geprägte Dorf hat 189 Einwohner (Stand 2007) und liegt im Nördlinger Ries, 2,5 km südwestlich von Oettingen.

## Geschichte
Am 13. Januar 1307 wurde Nittingen erstmals urkundlich erwähnt. Funde legen nahe, dass das heutige Ortsgebiet bereits in der Jungsteinzeit besiedelt war.
Am 1. Mai 1978 wurde die bis dahin selbständige Gemeinde zusammen mit ihren Ortsteilen Bettendorf und Seehof in die Stadt Oettingen eingegliedert. Die Gemeinde Nittingen führte ein Wappen.
Wirtschaftlich bestimmend ist der Anbau von Kartoffeln, die in der Umgebung verkauft werden.
Jedes Jahr findet ein Fest statt, das an die Gründung erinnert. Dabei treten Tenorhorngruppen und Musiker mit mittelalterlichen Instrumenten auf. Beim abendlichen Festbankett werden ausschließlich warme Kartoffelspezialitäten angeboten.

## Baudenkmäler

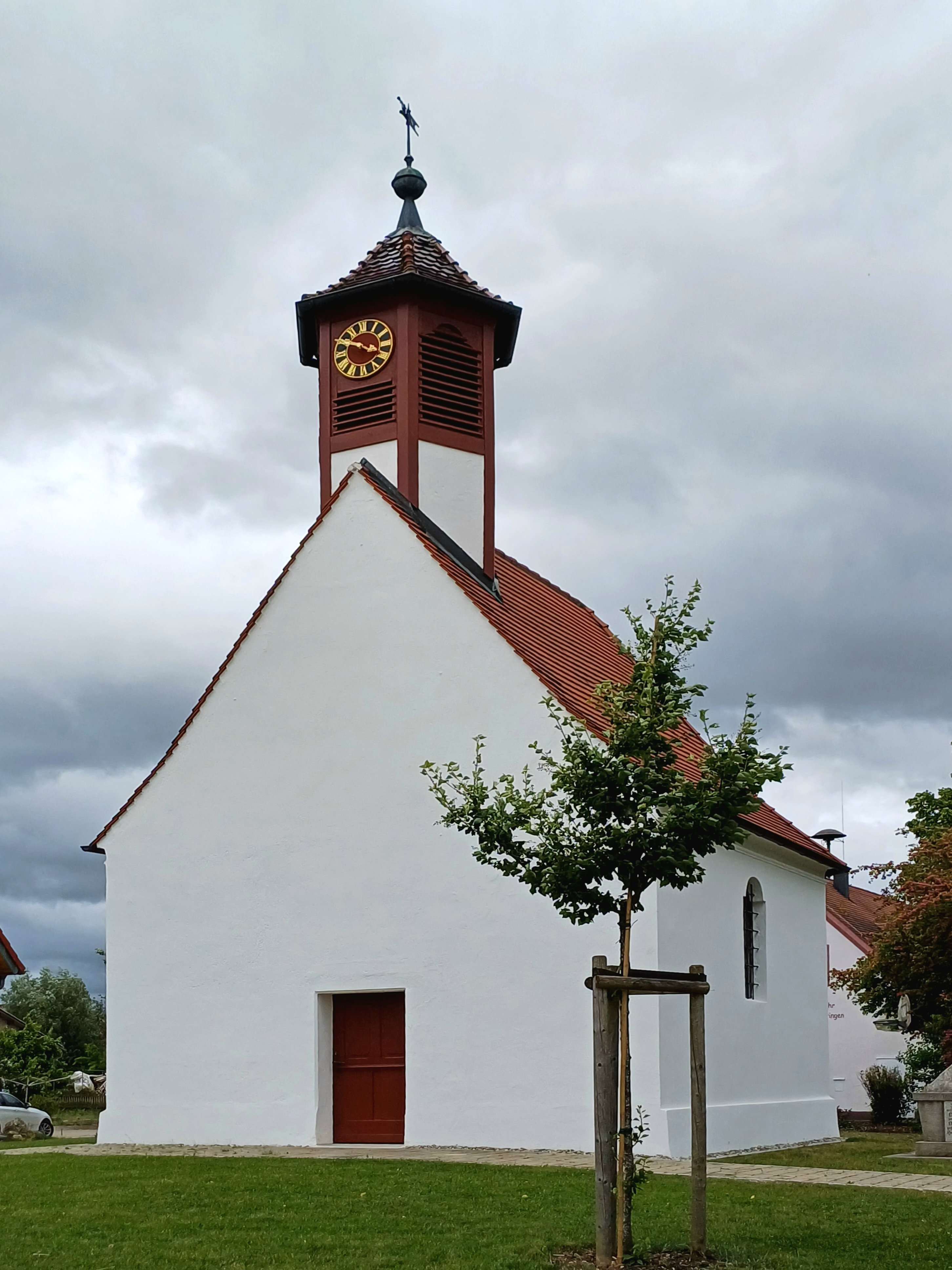
Marienkapelle in Nittingen

Sehenswert sind die katholische Marienkapelle vom Anfang des 18. Jahrhunderts und die Feldkapelle an der Straße nach Oettingen, die aus der zweiten Hälfte des 19. Jahrhunderts stammt.